# The Music of Erich Zann
The Music Of Erich Zann — второй студийный альбом прогрессив трэш-метал группы Mekong Delta, вышедший в 1988 году.

## Об альбоме
The Music Of Erich Zann был записан в 1988 году. Название взято от одноимённого рассказа Говарда Лавкрафта. Эрих Цанн (англ. Erich Zann) (в некоторых переводах Эрик Занн) — вымышленный персонаж, описанный в рассказе Говарда Лавкрафта «Музыка Эриха Цанна» (1921).
Эрих Цанн — немой старый музыкант, обладающий сверхъестественным талантом игры на скрипке. Лавкрафт «поселил» его в доме на вымышленной улице д’Осейль, предположительно в Париже. Музыку Эриха Цанна автор описывает как странную, причудливую, производящую сверхъестественное впечатление и сверхъестественные же эффекты.
Автор не позволяет сделать вывод, служила ли музыка Эриха Цанна средством «успокоения», нейтрализации Древних или же, напротив, средством «открытия двери» в их мир. Однако первое более вероятно, так как из рассказа следует, что Эрих испытывал ужас при манифестациях потустороннего в своей комнате.
Не исключено, что Цанн каким-то образом взаимодействовал с создателем Вселенной — Азатотом, так как тот описывается Лавкрафтом как слепой и безумный бог, создающий с помощью музыки новые миры и поддерживающий старые.

## Список композиций
1. «Age Of Agony» — 3:12
2. «True Lies» — 5:34
3. «Confession Of Madness» — 3:55
4. «Hatred» — 3:24
5. «Interludium (Begging For Mercy)» — 3:09
6. «Prophecy» — 3:58
7. «Memories Of Tomorrow» — 4:20
8. «I, King, Will Come» — 5:08
9. «The Final Deluge» — 2:57
10. «Epilogue» — 1:47
11. «The Gnom» — 2:54

## Участники записи
- Вольфганг Боргманн — вокал
- Райнер Келч — гитара, бэк-вокал
- Франк Фрике — гитара, бэк-вокал
- Ральф Хьюберт — бас, акустическая гитара
- Йорг Михаэль — ударные, перкуссия
- Ули Куш — ударные (11-я дорожка)